# And Then There Were Fewer
And Then There Were Fewer («И осталось их меньше…») — первый эпизод девятого сезона мультсериала «Гриффины». Премьерный показ состоялся 26 сентября 2010 года на канале FOX.

## Сюжет
Питер получает приглашение на обед в его честь от неизвестного отправителя. Семья прибывает в величественный особняк, находящийся на острове. Вскоре прибывают остальные гости, жители Куахога, и каждый уверен, что обед будет в его честь. Вскоре выясняется, что приглашения разослал хозяин особняка, Джеймс Вудс, который предстаёт перед гостями со своей подругой, Присциллой.
Вудс заявляет, что стал «перерождённым христианином» (англ. Born again (Christianity)), и пригласил их всех, «чтобы искупить свою вину перед ними». Вудс с Присциллой выходят на кухню, и внезапно погибает новая подруга Куагмира, Стефани, севшая в кресло хозяина — кто-то её застрелил. Гости подозревают в убийстве Вудса, и бросаются бежать, но единственный выход отрезан: из-за грозы падает дерево и ломает мост. Гостям ничего не остаётся, как вернуться в особняк и попытаться вызвать помощь, но мобильные телефоны не ловят сеть, а стационарный оказывается с обрезанным проводом.
Вудс с Присциллой возвращаются к гостям, но совершенно не понимают обвинений в убийстве, да и тело женщины исчезло. Внезапно выключается свет, и следующей жертвой, как ни странно, становится сам Вудс. Пытаясь вычислить убийцу, Брайан обнаруживает пистолет с часовым механизмом, направленный на кресло хозяина, и понимает, что Стефани погибла по ошибке. Гости осознают, что у каждого из них был мотив для убийства Вудса. Завязывается драка, во время которой обнаруживается потайная комната, где гости находят дневник Вудса, сильнодействующие лекарства и прочие личные вещи покойного хозяина.
После следующего отключения электричества исчезает Мюриэль Голдман. Все начинают подозревать в убийствах её и начинают её разыскивать, но та вскоре находится также мёртвой. Также пропадает Присцилла, и подозревать начинают её. Муж Джиллиан, Дерек, отправляется в одиночку поискать место, где будет работать мобильная связь, но и его убивают (Золотым глобусом) и выбрасывают с балкона.
После этого гости решают держаться вместе, автоматически считая отлучившегося от группы убийцей. Они осматривают комнаты, и находят Золотой глобус под кроватью Тома Такера. Тело Присциллы обнаруживается там же в вентиляционной шахте, и подозрение теперь переключается на телеведущего и тому́ приходится бежать от разъярённой толпы, но его ловят.
На следующий день на остров прибывает полиция и арестовывает Тома Такера. Перед отъездом домой Лоис решает поговорить с Дианой Симмонс: как она теперь будет вести новости без соведущего? В процессе разговора Лоис понимает, что настоящий убийца — Диана. Женщина рассказывает Лоис о своей жизни. Год назад она начала тайно встречаться с Вудсом. Несколько месяцев назад Такер захотел заменить её в эфире на молоденькую девушку, и в то же время Вудс её бросил. Тогда Диана и придумала этот план: она обратила внимание на юную практикантку Присциллу, которая была без ума от её авторитета, и заплатила ей, чтобы та соблазнила Вудса, а потом уговорила стать «перерождённым христианином», а после собрала всех гостей в одном месте. Теперь после убийства Вудса все подозрения, после того как Диана подбросила бы пистолет Тому, упали бы на Такера. Но всё пошло не так, и поэтому жертвами Дианы, кроме того, стали Стефани (её труп тайком увёз домой извращенец Куагмир), Вудс, Мюриэль, Присцилла и Дерек. Закончив откровенничать, Диана берёт Лоис в заложницы и ведёт к обрыву, чтобы пристрелить там. Маму от смерти спасает Стьюи, который убивает Диану из снайперской винтовки: «Если кто-нибудь и прикончит эту суку, это буду я» (If anybody’s gonna take that bitch down, it’s gonna be me).

## Создание
Автор сценария: Черри Чеваправатдумронг
Режиссёр: Доминик Польчино
Композитор: Уолтер Мёрфи (работал над сериалом с момента его создания. Вернулся, чтобы сочинить музыку для «И осталось их меньше…»)
Приглашённые знаменитости: Джеймс Вудс (камео), Дрю Бэрримор (в роли бывшей девушки Брайана, Джиллиан), Эшли Тисдэйл (в роли Присциллы), Генри Бенджамин (в роли Карла), Макс Баркхолдер (в роли ребёнка), Колин Форд (в роли ребёнка) и Патрик Стюарт (в роли говорящего кота)

## Интересные факты
- Эпизод имеет посвящение Энн Перри Макфарлейн — матери создателя «Гриффинов», Сета Макфарлейна, которая скончалась от рака 16 июля 2010 года[3][4].
- Это первый эпизод «Гриффинов», вышедший в формате HDTV[5].
- Премьеру эпизода посмотрели 9 407 000 зрителей. Для сравнения: в тот же вечер на том же канале премьеру «Симпсонов» (Elementary School Musical) посмотрели 7 759 000 человек, «Шоу Кливленда» (Harder, Better, Faster, Browner) — 6 603 000 зрителей[6].
- Эпизод значительно длиннее обычных серий — 49 минут.
- Эпизод является пародией на произведение писательницы Агаты Кристи «Десять Негритят» и фильм «Улика» 1985 года